# Любовь, странная любовь
«Любо́вь, стра́нная любо́вь» (порт. Amor Estranho Amor) — бразильский фильм-драма 1982 года режиссёра Вальтера Уго Коури.
Премьера фильма состоялась 1 ноября 1982 года.

## Сюжет
В 1937 году в Сан-Паулу 12-летний Уго приезжает из Санта-Катарины. Его бабушка возвращает его матери Анне, которая теперь живёт с доктором Осмаром, самым влиятельным политиком штата. Она живёт в роскошном особняке с несколькими другими молодыми женщинами, которыми руководит Лаура и которые служат политическим манёврам Осмара, использующего дом для вечеринок и оргий, чтобы произвести впечатление на возможных политических союзников и угодить им. Приезд мальчика совпадает с днём грандиозной прощальной вечеринки для Бенисио, самого влиятельного и могущественного политика из другого штата. Лаура нервничает, не желая, чтобы происходящее выходило из-под контроля, поэтому она поселяет Уго в комнате на чердаке, но ему неспокойно в доме, где его постоянно окружают молодые женщины, некоторые из которых провоцируют, дразнят или привлекают его. По ходу фильма Уго вспоминает этот дом-бордель, некоторое время бывший единственным пристанищем для него и его матери, которая была вынуждена там работать. Уго постоянно находился при ней, часто оставаясь в одиночестве. Предоставленный самому себе в таком окружении, он не мог не найти приключений, кажущимися странными для ребёнка его возраста.
Именно там его завораживает сумбур взрослой жизни, наполненной безудержным сексом. Жрицы любви не оставляют без внимания появление в их доме юного Уго. Устав от общества богатых стариканов они частенько заходят в его комнату, окружая Уго женской лаской, но мать ревностно охраняет своего сына от чрезмерного интереса к нему своих коллег. За этими волнительными воспоминаниям к этим местам возвращается уже немолодой Уго…

## В ролях
- Вера Фишер — Анна
- Марсело Рибейро — Уго в детстве[2]
- Уолтер Форстер — взрослый Уго
- Тарсизио Мейра — доктор Осмар
- Шуша Менегель — Тамара[3]
- Ирис Бруззи — Лаура
- Отавиу Аугусту — доктор Итамар
- Матильда Мастранги — Ольга

## Восприятие
Вера Фишер была отмечена наградой за лучшую женскую роль на Фестивале бразильского кино в Бразилиа
Фильм вызвал некоторые споры из-за эротических сцен с участием Шуши и Марсело Рибейро, которому на момент съёмок было всего 12 лет. Сам Рибейро позднее рассказывал, что, в отличие от его первого фильма «Эрос, бог любви» того же режиссёра, где ему заклеили скотчем гениталии, потому что он не мог себя контролировать, в откровенных сценах этого фильма он был обнажённым.
В критической статье на киносайте Filmes do Chico говорится, что «как и во всех фильмах Коури, в „Странной любви“ много сексуальных сцен, много откровенной наготы, но, несмотря на это, перед нами хороший фильм». Автор Nexo Jornal Алина Пеллегрини отмечала, что скандальная слава сыграла фильму лишь на пользу, а вот Коури не стоит ассоциировать с этой и рядом других картин эротического толка, ведь лучшие его работы позволили бразильским кинокритикам ставить режиссёра в один ряд с Бергманом и Антониони. Кевин Томас, критик из Los Angeles Times, похвалил фильм, сравнив его с творениями Луи Маля «Шум в сердце» и «Прелестное дитя».